# 中野涼子 (アナウンサー)
中野 涼子（なかの りょうこ、1984年9月16日 - ）は、元アナウンサー。身長166cm。神奈川県出身。

## 経歴
桐蔭学園中学校・高等学校、学習院女子大学卒業。
2007年4月、四国放送に入社しアナウンサーとしてのキャリアをスタートしたが、2008年8月に1年4か月で退社。その後8か月のブランクを経て2009年4月に千葉テレビ放送に入社。同期入社は谷岡恵里子（現在はフリーアナウンサー）。主にニュース番組を担当していたが、2010年3月に1年で千葉テレビとの契約を終了。同年4月、北海道文化放送（uhb）に移籍。同期入社は丹野麻衣子。栗山麗美は大学の後輩。uhbでは夕方ワイド番組のスポーツコーナー、『みんスポSATURDAY』のキャスターを務めた他、火曜深夜に放送されていたバラエティ番組『アナガチ』にもレギュラー出演した。2019年3月を以て北海道文化放送を退職。これによりuhbに所属する昭和生まれ及び1980年代生まれの女性アナウンサーは皆無となった。その後、スポーツメディアの会社スポーツブルへ転職しスポーツ番組のディレクターになる。現在は、フジテレビのスポーツ局にてディレクターとして勤めている。
2021年5月に結婚したことを同年7月12日に自身のTwitterで公表した。2023年3月、男児を出産したことを自身のTwitterで公表した。

## 人物
踊ることが好きで、趣味はクラシックバレエとジャズダンス。2011年の『FNS27時間テレビ』での「FNS歌へた自慢」ではuhb代表としてバレリーナの格好で出演した。
四国放送時代に番組の企画でとくしまマラソンに参加。フルマラソンを完走する。千葉テレビに移籍後、実績を買われて『走る男II』の伴走者として参加した。ただし、本人曰く運動音痴。
『第88回全国高校サッカー選手権全国大会』には、千葉県代表校ベンチリポーターとして参加。千葉テレビのアナウンサーが参加するのは2004年まで参加していた石井力以来となった。
母親が北海道出身で、同じく札幌市出身のアイスホッケー選手足立友里恵は従姉妹にあたり、顔も似ている。スポーツ担当アナウンサーとして直接取材する機会もあった。

## 出演番組
北海道文化放送在籍時
- uhbスーパーニュース（2010年4月 - 2013年3月、スポーツコーナー｢え～る｣を担当。）
- U型テレビ（2013年4月 - 、「燃えすぽ!」担当）
- アナガチ（2012年4月 -2014年3月）
- Super NEWS U（2014年3月31日 - 2015年3月27日、スポーツコーナー「え～る」を担当）
- サタすぽ→みんスポSATURDAY（2013年4月 - 2019年3月、MC）
- みんなのテレビ（2015年3月30日 - 2019年3月29日 月 - 水曜日、スポーツコーナー担当）
- BASEBALL SPECIAL（2015年 - 2019年 不定期、ベンチリポート担当[注 4]）
- UHBニュース

千葉テレビ放送在籍時
- ニュースChiba21[10]
- ニュースChiba
- 走る男II（2009年10月） - 放送局代表のランナーとして番組に参加

四国放送在籍時
- 530フォーカス徳島[1]